# Harold Hotelling
Harold Hotelling (29 de setembro de 1895 — 26 de dezembro de 1973) foi um estatístico matemático e um influente teórico econômico.
Foi Professor Associado de Matemática na Universidade Stanford de 1927 a 1931, um membro da faculdade da Universidade Columbia de 1931 a 1946 e um Professor de Estatística Matemática na Universidade da Carolina do Norte em Chapel Hill de 1946 até sua morte. Uma rua em Chapel Hill recebeu seu nome. Em 1972, ele recebeu o North Carolina Award por sua contribuição à ciência.

## Estatística
Hotelling é conhecido pelos estatísticos devido à distribuição T-quadrado de Hotelling e seu uso nos testes de hipóteses e intervalos de confiança. Ele também introduziu a análise de correlação canônica.
No começo de sua carreira estatística, Hotelling foi influenciado por Ronald Fisher, cujo Statistical Methods for Research Workers teve uma "importância revolucionária", de acordo com a análise de Hotelling. Hotelling foi capaz de manter relações profissionais com Fisher, apesar do temperamento e das polêmicas deste último. Hotelling sugeriu que Fisher usasse a palavra "cumulante" para as "semi-invariantes" do dinamarquês Thorvald Nicolai Thiele. A ênfase de Fisher na distribuição amostral de uma estatística foi estendida por Jerzy Neyman e Egon Pearson com maior precisão e aplicações mais amplas, o que Hotelling reconheceu. Hotelling patrocinou refugiados do anti-semitismo europeu e do nazismo, acolhendo Henry Mann e Abraham Wald ao seu grupo de pesquisa em Columbia. Enquanto esteve no grupo de Hotelling, Wald desenvolveu a análise sequencial e a teoria da decisão, que Hotelling descreveu como "pragmatismo em ação".
Nos Estados Unidos, Harold Hotelling é conhecido por sua liderança na profissão de estatístico, em particular por sua visão de um departamento de estatística em uma universidade, que convenceu muitas universidades a iniciar departamentos de estatística. Hotelling foi conhecido por sua liderança nos departamentos da Universidade Columbia e na Universidade da Carolina do Norte.

## Economia
Hotelling teve um papel crucial no desenvolvimento da economia matemática. Algumas áreas de pesquisa ativa foram influenciadas por seus artigos econômicos. Enquanto esteve na Universidade de Washington, ele foi encorajado a passar da matemática pura para a economia matemática pelo famoso matemático Eric Temple Bell. Mais tarde, na Universidade Columbia (onde durante 1933-34 ele ensinou estatística para Milton Friedman), na década de 1940, Hotelling por sua vez encorajou o jovem Kenneth Arrow a passar da matemática e estatística aplicada para estudos atuariais através de aplicações mais gerais da matemática na teoria econômica geral. Hotelling é o epônimo da lei de Hotelling, do lema de Hotelling e da regra de Hotelling, na economia.

### Não-convexidades
Hotelling realizou estudos pioneiros de não-convexidade na economia. Na economia, a não-convexidade refere-se a violações das suposições de convexidade da economia elementar. Os livros-texto básicos de economia concentram nos consumidores com as preferências convexas e os orçamentos convexos, e nos produtores com conjuntos de produção convexos. Para os modelos convexos, o comportamento econômico é bem conhecido. Quando as suposições de convexidade são violadas, então muitas das boas propriedades dos mercados competitivos precisam ser garantidas: Assim, a não-convexidade é associada com falhas de mercado, onde a oferta e a demanda diferem ou onde os equilíbrios de mercado podem ser ineficientes.

#### Produtores com retornos crescentes de escala: Precificação ao custo marginal
Nos oligopólios (mercados dominados por poucos produtores), especialmente em monopólios (mercados dominados por um produtor), a não-convexidade permanece importante. Preocupações quanto aos grandes produtores que exploram o poder de mercado iniciaram a literatura sobre conjuntos não-convexos, quando Piero Sraffa escreveu sobre firmas com retornos crescentes de escala em 1926, sendo que depois Hotelling escreveu sobre custo marginal em 1938. Tanto Sraffa quanto Hotelling iluminaram o poder de mercado dos produtores sem competidores, claramente estimulando uma literatura sobre o lado da oferta de uma economia.

#### Consumidores com preferências não-convexas
Quando o conjunto de preferências do consumidor é não-convexo, então (para alguns preços) a demanda do consumidor não é conectada. Uma demanda desconexa implica algum comportamento não contínuo por parte do consumidor, como discutido por Hotelling:

Se as curvas de indiferença para compras forem pensadas como possuindo um caráter ondulado, convexas à origem em algumas regiões e côncavas em outras, nós somos forçados a concluir que apenas as porções convexas à origem podem ser consideradas como importantes, visto que as outras são essencialmente inobserváveis. Elas podem ser somente detectadas pelas descontinuidades que podem ocorrer na demanda com variações nas razões-preço, levando a um pulo abrupto de um ponto de tangência por todo o vale quando a linha reta é rotacionada. Mas, apesar de tais descontinuidades poderem revelar a existência de vales, eles nunca podem medir sua profundidade. As partes côncavas das curvas de indiferença e suas generalizações multi-dimensionais, se elas existem, devem permanecer eternamente em uma obscuridade imensurável.

de acordo com Diewert.
Seguindo a pesquisa pioneira de Hotelling sobre as não-convexidades na economia, a pesquisa na economia reconheceu a não-convexidade em novas áreas da economia. Nessas áreas, a não-convexidade é associada com falhas de mercados, onde qualquer equilíbrio não precisa ser eficiente ou onde nenhum equilíbrio existem porque a oferta e a demanda diferem. Os conjuntos não-convexos aparecem também nos bens ambientais (e outras externalidades), e nas falhas de mercado, e na economia pública. As não-convexidades ocorrem também na economia da informação, e nos mercados de ações (e outros mercados incompletos). Tais aplicações continuam a motivar os economistas a estudar os conjuntos não-convexos.

## Obras
- "A General Mathematical Theory of Depreciation", 1925, Journal of ASA.
- "Differential Equations Subject to Error", 1927, Journal of ASA
- Review of R. A. Fisher's Statistical Methods for Rearch Workers,1927. Journal of ASA Harold Hotelling’s review of Fishers’ Statistical Methods.
- "Applications of the Theory of Error to the Interpretation of      Trends", with H. Working, 1929,     Journal of ASA.
- "Stability in Competition", 1929, EJ.
- "The Economics of Exhaustible Resources", 1931, JPE.
- "The Generalization of Student's Ratio", 1931, Annals of     Mathematical Statistics.
- "Edgeworth's Taxation Paradox and the Nature of Supply and Demand      Functions", 1932, JPE.
- "Analysis of a Complex of Statistical Variables with Principal      Components",1933, Journal of Educational Psychology
- "Demand Functions with Limited Budgets", 1935, Econometrica.
- "The most predictable criterion", 1935, Journal of Educational Psychology
- "Relation Between Two Sets of Variates", 1936, Biometrika.
- "Rank Correlation and Tests of Significance Involving no Assumption of Normality", in "American Mathematical Statistics", 1936 (coauthor M. R. Pabst)
- "The General Welfare in Relation to Problems of Taxation and of   Railway and Utility Rates", 1938, Econometrica.
- Hotelling, Harold (Dezembro de 1940). The Teaching of Statistics. The Annals of Mathematical Statistics. 11. [S.l.: s.n.] pp. 457–470. JSTOR 2235726. doi:10.1214/aoms/1177731833
- "A generalized T-Test and measure of multivariate dispersion", Proc. Second Berkeley Symposium of Mathematical Statistics and Probability, 1951
- Hotelling, Harold (1988). «Golden Oldies: Classic Articles from the World of Statistics and Probability: 'The Teaching of Statistics'». Statistical Science. 3 (1): 63–71. doi:10.1214/ss/1177013001
- Hotelling, Harold (1988). «Golden Oldies: Classic Articles from the World of Statistics and Probability: 'The Place of Statistics in the University'». Statistical Science. 3 (1): 72–83. doi:10.1214/ss/1177013002